# 教宗選戰
《教宗選戰》（英語：Conclave）是一部2024年英美懸疑驚悚片，由爱德华·贝尔格執導，彼特·史卓翰編寫劇本，改編自羅伯特·哈里斯的2016年小說《祕密會議》。電影主演陣容包括雷夫·范恩斯、史丹利·圖奇、約翰·李斯高、沙吉奧·卡斯特里圖和伊莎貝拉·羅塞里尼，講述多馬·勞倫斯（雷夫·范恩斯飾演）組織了一次教宗选举來選舉下任教宗，並開始調查每位候選人的秘密及醜聞。
《教宗選戰》2024年8月30日在第51屆特柳賴德影展上首映，2024年10月25日在美國由焦點影業安排院線上映，11月29日由黑熊影業英國負責在英國院線上映。本片獲得了影評人的正面評價，對表演、執導、劇本和攝影均表示讚賞。入圍第82届金球奖六項大獎，贏得最佳劇本。
本片获得第78届英国电影学院奖最佳影片、最佳英国电影、最佳改编剧本、最佳剪辑四个奖。而在第97屆奧斯卡金像獎上入圍八項大獎，最終贏得最佳改編劇本一獎。

## 演員
- 雷夫·范恩斯飾演多馬·勞倫斯樞機團團長（Cardinal-Dean Thomas Lawrence），教宗選舉主持人。競爭教宗位的被投票者之一。
- 史丹利·圖奇飾演阿爾多·貝里尼樞機（Cardinal Aldo Bellini），樞機團副團長，自由派代表，競爭教宗位的被投票者之一。
- 約翰·李斯高飾演若瑟·特倫布雷樞機（Cardinal Joseph Tremblay），教廷财务总管，中间派代表，前任教宗去世前最後密會的人，競爭教宗位的被投票者之一。
- 沙吉奧·卡斯特里圖（英语：Sergio Castellitto）飾演戈弗雷多·泰德斯科樞機（Cardinal Goffredo Tedesco），威尼斯宗主教，義大利籍保守派代表，競爭教宗位的被投票者之一。
- 伊莎貝拉·羅塞里尼飾演艾格妮絲修女（Sister Agnes），管理聖瑪爾大之家的院長。
- 盧錫安·薩馬蒂（英语：Lucian Msamati）飾演若苏厄·阿德耶米樞機（Cardinal Joshua Adeyemi），宗座聖赦院（英语：Apostolic Penitentiary）院长，来自非洲地區的保守派代表，競爭教宗位的被投票者之一。
- 卡洛斯·迪耶斯飾演文森·貝尼特斯樞機（Cardinal Vincent Benitez），原喀布爾總主教，競爭教宗位的被投票者之一。
- 布萊恩·F·歐拜恩（英语：Brían F. O'Byrne）飾演雷孟·歐馬利蒙席（Monsignor Raymond O'Malley），勞倫斯樞機團長的協助者，在外奔走調查。
- 米勒·尼尼茲（英语：Merab Ninidze）飾演薩巴丁樞機（Cardinal Sabbadin），貝里尼樞機主要支持者。
- 湯瑪斯·洛伊布爾（德语：Thomas Loibl）飾演曼多夫總主教（Archbishop Mandorff），協助教宗選舉會議進行的人員。
- 傑克·科曼（英语：Jacek Koman）飾演雅那略·沃茲尼亞克總主教（Archbishop Janusz Woźniak），前任教宗的宗座侍从。
- 洛里斯·洛迪（義大利語：Loris Loddi）飾演維拉紐瓦樞機（Cardinal Villanueva）
- 巴爾基薩·麥加（Balkissa Maiga）飾演珊米修女（Sister Shanumi），意外從外地調至瑪爾大之家任職的修女。

## 製作
據2022年5月的報導，雷夫·范恩斯、約翰·李斯高、史丹利·圖奇和伊莎貝拉·羅塞里尼將出演羅伯特·哈里斯2016年小說《祕密會議》的改編電影，該片由爱德华·贝尔格執導。2023年1月，電影在羅馬開拍，同時宣布了其餘的演員陣容。拍攝也在奇尼奇塔進行。電影於同年3月宣告殺青。
佈景設計師非常精心複製了西斯汀小堂，但他們仍對聖瑪爾大之家進行部分更動。他們把場景設計得更像監獄，以增強戲劇張力，因為他們覺得現實的版本相當沉悶。劇裝設計師為了取材，參觀了羅馬當地的加馬雷利裁縫店、蒂雷利·科斯圖米服裝廠及幾家博物館。對於樞機的紅色服裝，劇裝設計師莉西·克里斯托選擇了17世紀樞機祭衣的用色，認為「這種顏色更美麗，看久了不會累眼睛」，而非現代的顏色。
編劇彼特·史卓翰在撰寫劇本時表示，會見了一位樞機，討論了教宗选举的後勤工作。他還私人參觀了梵蒂岡，並表示在該地並未感受到敵意，反而對他予以歡迎。

## 與現實相似之處及影響力
2025年2月末，時任教宗方濟各病重入院。美國娛樂兼媒體網站TheWrap的評論員吳菲莉安娜（Philiana Ng）評論道：「《教宗選戰》的台前幕後慶祝他們在第31屆美國演員工會獎上贏得最佳電影卡司獎項，但同時也承認現實中的情況與電影相似——電影講述了教宗選舉的秘密過程，恰巧時任教宗方濟各正出現健康問題。伊莎貝拉·羅西里尼向記者表示：『我們非常、非常擔心我們的教宗方濟各。我們祝他一切安好，希望他早日康復。』」
2025年4月21日，教宗方濟各逝世，享年88歲。由此，實際的教宗選舉於同年5月7日至5月8日假梵蒂岡西斯汀小堂舉行。根據Luminate報導，教宗方濟各的去世導致在家觀看《教宗選戰》的人數大幅增加。4月21日，本片在串流媒體平台的收視率飆升283%。
2025年5月8日，美國樞機羅伯特·方濟各·普雷沃斯特當選天主教會第267任教宗，是為良十四世。翌日，據其二兄約翰·普雷沃斯特（John Prevost）接受NBC新聞專訪時透露，良十四世在參與教宗選舉前也有觀看《教宗選戰》，以作準備。

## 外部連結
- 《教宗選戰》的Instagram帳戶
- 互联网电影数据库（IMDb）上《教宗選戰》的资料（英文）